# Åndedrætssystem
Åndedrætssystemet eller respirationssystemet udgøres af de organer, som bruges til at trække vejret med. De består af næsen, svælget, luftrøret, bronkierne og lungerne.
I næsen opvarmes og fugtes luften før den kommer ned i lungerne.
Luftrøret og bronkierne leder luften ned til lungerne.  Slimhinderne i luftrør og bronkier er beklædt med små fimrehår som kaldes cilier, de fjerner indåndede støvpartikler o.l.
Lungerne er placeret i  brysthulen og er omgivet af to hinder med væske imellem. Den yderst af de to hinder sidder fast på lungernes overflade. De mindste bronkiegrene, bronkiolerne, ender i små blærer, de såkaldte alveoler. Herved opnår lungerne en meget stor indre overflade.
I lungerne optages den ilt som mitokondrierne skal bruge til at lave respiration med og afgivelsen af det kuldioxid som bliver dannet ved respirationen.
Transporten af disse stoffer sker ved diffusion til og fra de små blodkar, der slutter sammen alveolerne og kan lade sig gøre, fordi lungerne har en så stor indre overflade ( ca. 100 kvadratmeter hos mennesker ).